# Francesca Vidotto

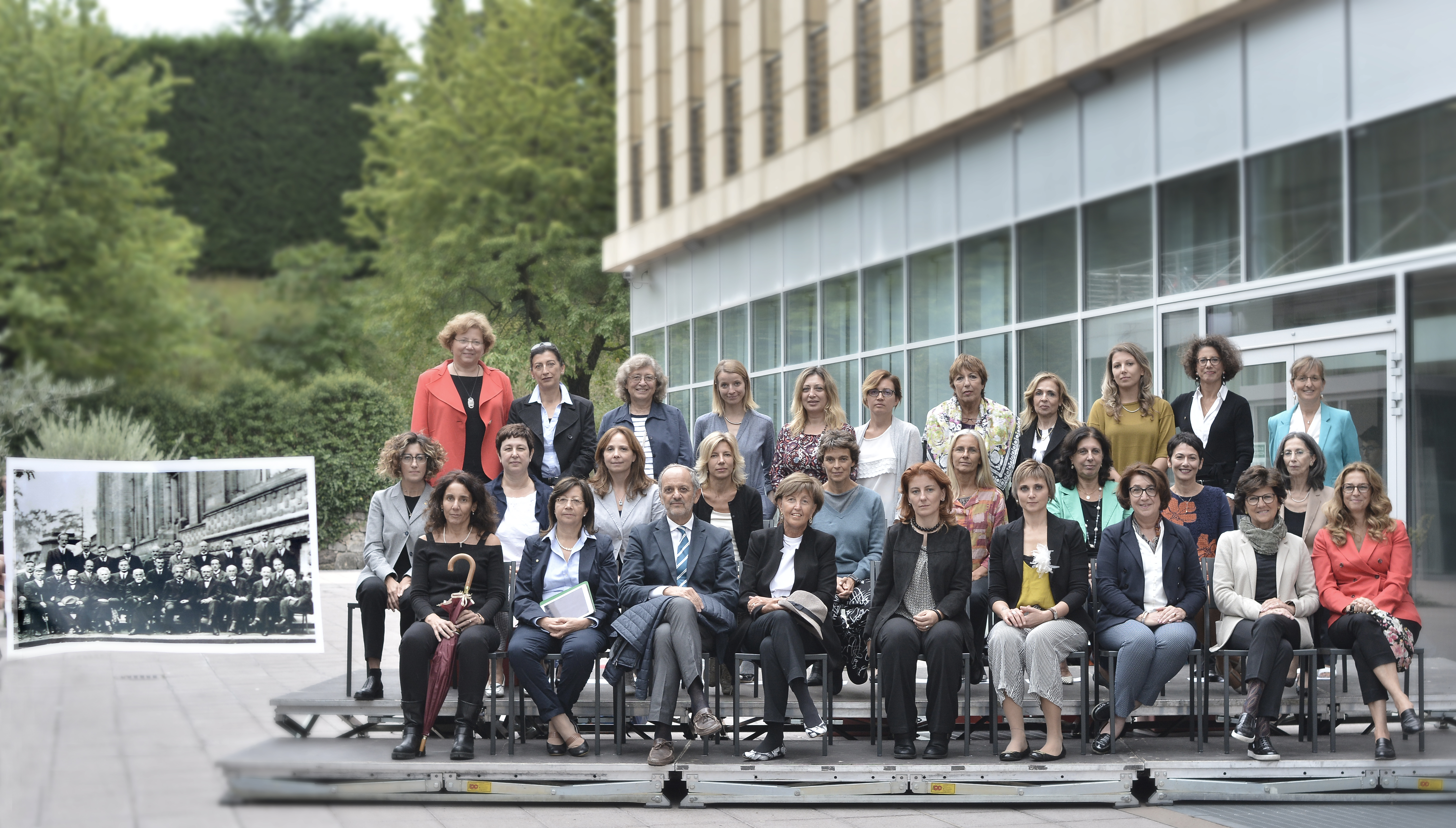
Francesca Vidotto photographiée dans une reconstitution de la Conférence Solvay de 1927 en 2017. Troisième rangée, quatrième en partant de la gauche.

Francesca Vidotto (née le 22 novembre 1980) est une physicienne théoricienne italienne.

## Biographie
Elle obtient son maîtrise en physique théorique à l'Université de Padoue et son doctorat en cotutelle à l'Université de Pavie et à l'Université d'Aix-Marseille. Elle est ensuite chercheuse postdoctorale aux universités de Grenoble, Nimègue et Bilbao. Elle reçoit une bourse Rubicon (2012) et une bourse Veni (2014) du Conseille Néerlandaise de la Recherche Scientifique.
Depuis 2019, elle est professeure adjointe de physique, d'Astronomie et de philosophie à l'Université Western Ontario, où elle est titulaire d'une chaire de recherche du Canada sur les fondements de la physique. Elle est également un membre principal du Rotman Institute pour la philosophie de Western.
Ses recherches explorent les aspects quantiques du champ gravitationnel, dans le cadre de Loop Quantum Gravity. Son travail couvre des sujets allant des applications cosmologiques et astrophysiques de la Gravité quantique aux réflexions sur la nature de l'Espace-temps et aux fondements de la Mécanique quantique. Elle est surtout connue pour deux domaines de recherche : la Cosmologie de mousse de spin et les étoiles de Planck, avec un accent particulier sur les trous blancs et les resides de trous noirs.
Vidotto remporte le premier prix (partagé avec Amanda Gefter) du concours FQXi 2023 « Comment la science pourrait-elle être différente ? » pour son essai « Comment la science pourrait-elle être différente ? Demandez à une féministe ! ».

## Publications

### Livre scientifique
- Covariant Loop Quantum Gravity : An elementary introduction (avec Carlo Rovelli ), Cambridge University Press, 2015[4].

### Principaux articles scientifiques
- Fluctuations primordiales de la gravité quantique (avec Francesco Gozzini), 2019[5].
- Aperçus quantiques sur les trous noirs primordiaux en tant que matière noire, 2018[6].
- Étoiles de Planck (avec Carlo Rovelli), 2014[7].
- Accélération maximale dans la gravité en boucle covariante et la résolution de singularité (avec Carlo Rovelli), 2013[8].
- Vers la cosmologie spinfoam (avec Eugenio Bianchi et Carlo Rovelli ), 2010[9].